# Louis Claude Marie Richard
Louis Claude Marie Richard (19. září 1754, Auteuil, Francie – 7. června 1821, Paříž) byl francouzský botanik.

## Životopis
Richard pocházel z přírodovědecké rodiny; jeden z jeho předků pečoval o ménagerii Ludvíka XIV. Odcestoval v roce 1781 na Guynanu a Antily a zde popsal, mimo jiné, rod orchidejí Liparis.
Německý botanik Carl Sigismund Kunth po něm pojmenoval rostlinný rod Richardia z čeledi Araceae.
 Objevuje se také zkratka L.C.Rich.
Jeho syn, Achille Richard, (1794–1852) byl také botanik.

## Dílo
- Demonstrations botaniques, ou analyse du fruit, 1808.
- Analyse botanique des embryons endorhizes ou monocotylédonés, 1811.
- De Orchideis europaeis annotationes …, 1817.
- Commentatio botanica de Coniferis et Cycadeis, 1826.
- De Musaceis commentatio botanica …, vydal se svým synem, 1831.